# Великоанадольський музей лісу
Великоанадольський музей лісу — відкрито у 1991 році як відділ Донецького обласного краєзнавчого музею. Це один з перших державних музеїв подібного профілю в Україні, унікальний у своєму роді. Він розташований у селищі міського типу Графське (Комсомольський) Волноваського району Донецької області у межах державного лісового заказника «Великоанадольський». Великоанадольський ліс прийнято вважати колискою наукового степового лісівництва.
Музей знаходиться в будинку, який побудовано у 1853 році для Метеорологічної обсерваторії (за зразком Магнітної обсерваторії при Гірничому інституті у С.- Петербурзі). У цім помешканні більше року разом зі своєю родиною мешкав перший лісничий, засновник Великоанадольського лісництва та лісової школи, підпоручик, а потім полковник корпуса лісничих – В.Є. Графф. Окрім того, з цим будинком пов'язані імена послідовників В. Є. Граффа – лісничих Л. Г. Барка та М. Я. Дахнова. Загалом історія Великоанадольського лісу – це унікальна історія виробничої і наукової діяльності декількох поколінь лісоводів.
У п'яти залах музею, розміщені матеріали, які розповідають про історію Великоанадольського лісництва та лісової школи, починаючи з 1843 року і до сьогодення.
Тут представлені особисті речі, документи, меморіальні комплекси знайомлять з діяльністю вчених – лісівників В. Є. Граффа, Л. Г. Барка, Х. С. Полянського, Г. М. Висоцького, М. Я. Дахнова, Д. К. Крайнева, Ю. М. Азбукіна та ін.
Численні природничі експонати та діорами розповідають про природні умови та багатства Великоанадольського лісу.
Етнографічні предмети виставкового залу заохочують зануритися в атмосферу побуту кінця ХІХ – початку ХХ століття.
Відвідувачі музею мають змогу дізнатися про рельєф, геологію, флору і фауну Великоанадольського лісу, про унікальний факт співіснування представників рослинного і тваринного світу лісової і степової зони.
Екскурсійна програма включає також огляд кімнати лісника, дендропарків лісового технікуму, будинку колишньої лісової школи і ділянки лісу, де збереглися посадки дуба, закладені В.Є. Граффом.
Адреса: 85727 смт. Графське (Комсомольський), вул. Граффа, 7, Волноваського р-ну, Донецької області. 
Директор музею – Кашенець Олена Олександрівна.